# باتری اکسایش کاهش وانادیومی

طراحی شماتیک یک سیستم باتری اکسایش - کاهش جریانی وانادیومی

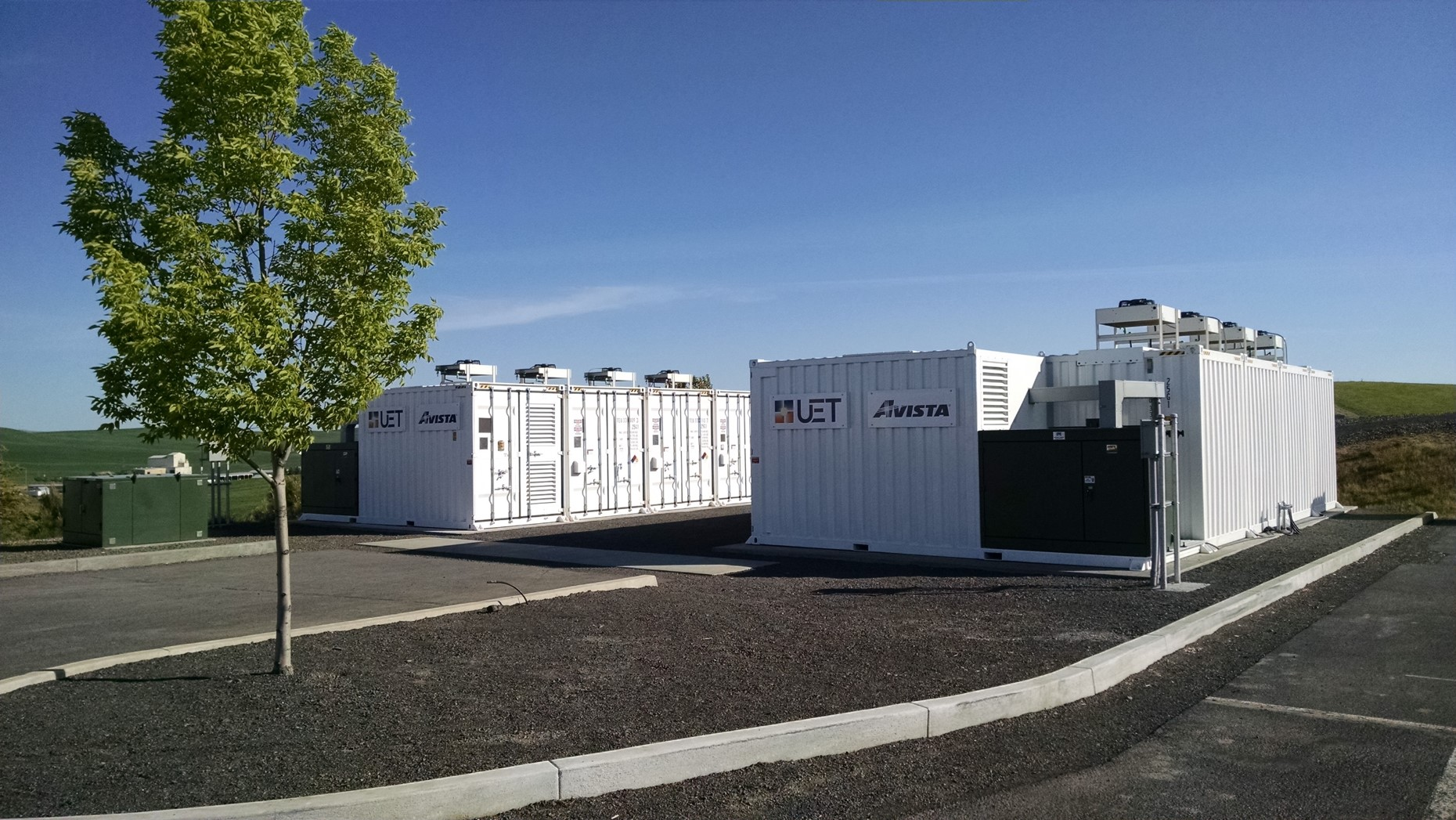
باتری جریانی وانادیومی کانتینری متعلق به Avista Utilities و ساخت UniEnergy Technologies

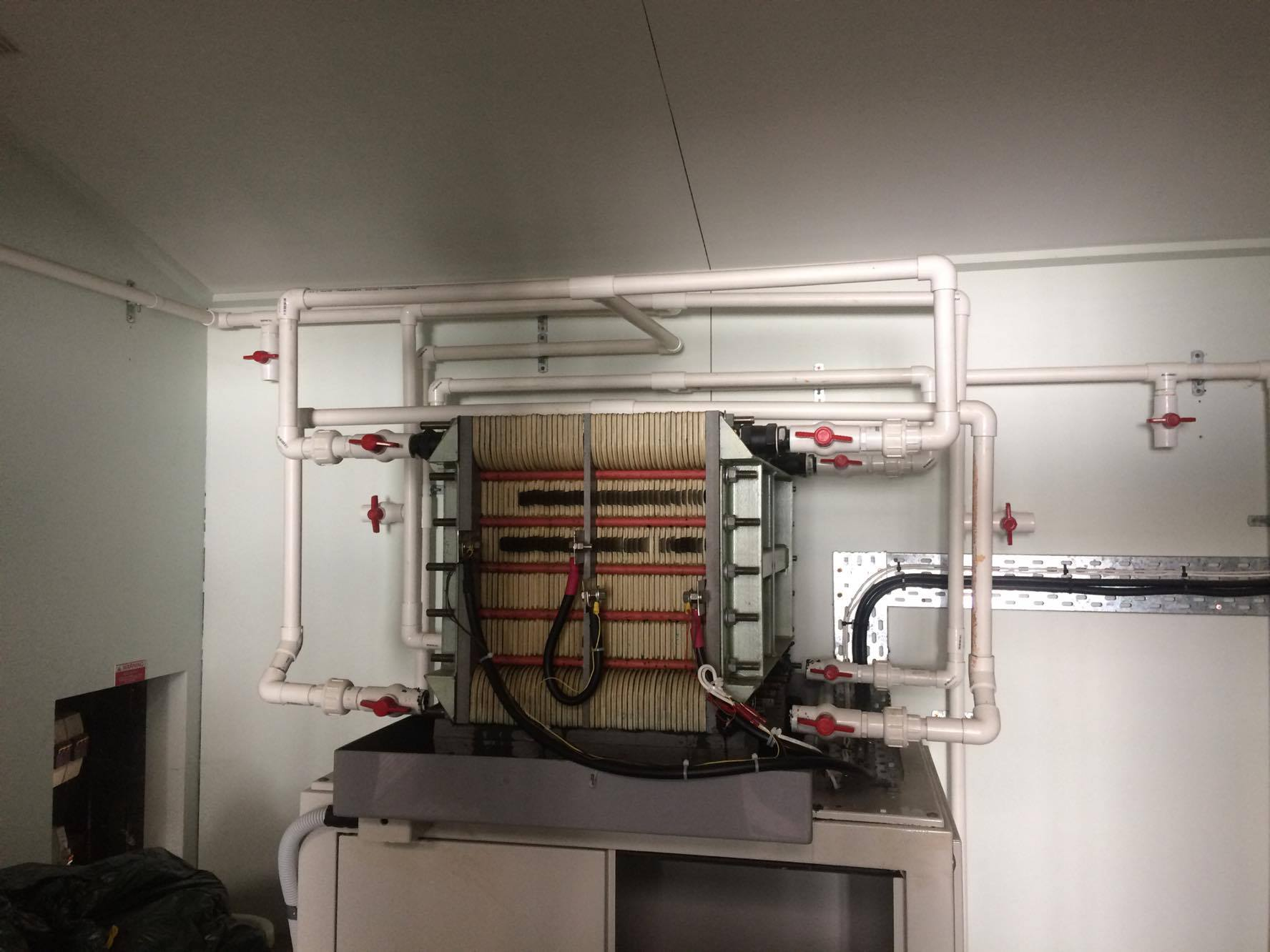
یک باتری باتری اکسایش - کاهش جریانی وانادیومی واقع در دانشگاه نیو ساوت ولز، سیدنی، استرالیا

باتری اکسایش - کاهش جریانی وانادیومی (VRB) که با نام‌های باتری جریانی وانادیومی (VFB) یا (VRFB) نیز شناخته می‌شود، نوعی باتری جریانی قابل شارژ است که از یون‌های وانادیوم به عنوان حامل بار استفاده می‌کند. این باتری از توانایی وانادیوم برای حضور در محلول در چهار عدد اکسایش مختلف برای ساخت باتری با یک الکترواکتیو به جای دو الکترواکتیو استفاده می‌کند. به چند دلیل، از جمله حجم زیاد نسبی آنها، باتری‌های وانادیومی معمولاً برای ذخیره انرژی شبکه استفاده می‌شوند، به عنوان مثال، به نیروگاه‌های شبکه‌های برق متصل می‌شوند.
پیسورت (Pissoort) امکان ساخت VRFBها را در ۱۹۳۰ بررسی کرد. محققان ناسا، پلگری(Pellegri) و اسپازیانته(Spaziante) در ۱۹۷۰ این موضوع را بررسی کردند، اما هیچ‌کدام موفق نبودند. اولین نمونه‌های موفق باتری وانادیومی محلول در اسید سولفوریک را ماریا اسکایلاس-کازاکوس(Maria Skyllas-Kazacos) هر یک به صورت جداگانه در دهه ۱۹۸۰ ارائه کردند. در این نمونه‌ها ازالکترولیت اسید سولفوریک استفاده شده‌است که در سال ۱۹۸۶ در دانشگاه نیو ساوت ولز در استرالیاساخته شده بود.
شرکت‌ها و سازمان‌های متعددی در تأمین مالی و توسعه باتری‌های اکسایش - کاهش وانادیومی مشارکت دارند.

## مزایا نسبت به سایر انواع باتری‌ها
مزایای اصلی VRFB:
- بدون محدودیت در ظرفیت انرژی
- می‌تواند به‌طور نامحدود بدون آسیب تخلیه شود
- اختلاط الکترولیت‌ها هیچ آسیب دائمی ایجاد نمی‌کند
- حالت تک بار در سراسر الکترولیت‌ها از تخریب ظرفیت جلوگیری می‌کند
- الکترولیت آبی ایمن و غیرقابل اشتعال؛
- محدوده دمای عملیاتی گسترده از جمله خنک‌کننده غیرفعال[۱۰][۱۱]
- عمر چرخه شارژ/دشارژ طولانی: ۱۵۰۰۰–۲۰۰۰۰ سیکل.
- هزینه سطحی پایین: (چند ده سنت)، نزدیک شدن به اهداف ۰٫۰۵ دلاری اعلام شده توسط وزارت انرژی ایالات متحده و طرح فناوری انرژی استراتژیک کمیسیون اروپا (۰٫۰۵ یورو).[۱۲]

## معایب نسبت به انواع دیگر باتری‌ها
- نسبت انرژی به حجم نسبتاً ضعیف در مقایسه با باتری‌های ذخیره‌سازی استاندارد
- راندمان رفت و برگشت نسبتاً ضعیف
- وزن بالای الکترولیت آبی
- اکسیدهای وانادیوم سمیت نسبتاً بالایی دارند.

## مواد

نمودار یک باتری جریان وانادیوم

یک باتری اکسایش - کاهش وانادیومی شامل مجموعه ای از سلول‌های برقی شیمیایی قدرت است که در آن دو الکترولیت توسط یک غشای تبادل پروتون از هم جدا شده‌اند. الکترودهای موجود در سلول VRB بر پایه کربن هستند. رایج‌ترین انواع الکترودها نمد کربن، کاغذ کربن، پارچه کربن و نمد گرافیتی است. اخیراً، الکترودهای مبتنی بر، نانولوله‌های کربنی مورد توجه جامعه علمی قرار گرفته‌اند.
هر دو الکترولیت بر پایه وانادیوم هستند. الکترولیت در نیم سلول مثبت، حاوی یون‌های VO 2 + و VO 2 + است، در حالی که الکترولیت در نیم سلول منفی از یون‌های V 3 + و V 2 + تشکیل شده‌است. الکترولیت‌ها را می‌توان با چندین فرایند، از جمله حل الکترولیتی پنتوکسید وانادیم (V 2 O 5) در اسید سولفوریک (H 2 SO 4) تهیه کرد. محلول در استفاده به شدت اسیدی باقی می‌ماند.
غشاء یکی دیگر از اجزای مهم است. رایج‌ترین ماده غشایی اسید سولفونیک پرفلورینه (PFSA) است. با این حال، یون‌های وانادیوم تمایل دارند به غشاء نفوذ کنند و سلول را بی‌ثبات کنند. یک مطالعه در سال ۲۰۲۱ نشان داد که نانوذرات تری‌اکسید تنگستن روی سطح ورقه‌های اکسید گرافن رشد می‌کنند، یک ورقه تک لایه از اکسید گرافیت که از طریق اکسایش گرافیت ساخته می‌شود. ورقه‌ها در یک غشای PFSA با ساختار ساندویچی تقویت شده با پلی تترا فلوئورواتیلن تعبیه شده‌اند. ورقه‌های اکسید گرافن نفوذ یون وانادیوم را کاهش می‌دهند، در حالی که نانوذرات انتقال پروتون را ارتقا می‌دهند و راندمان کولمبی بالا، و بازده انرژی به ترتیب بیش از ۹۸٫۱ درصد و ۸۸٫۹ درصد را ارائه می‌دهند.

## عملکرد

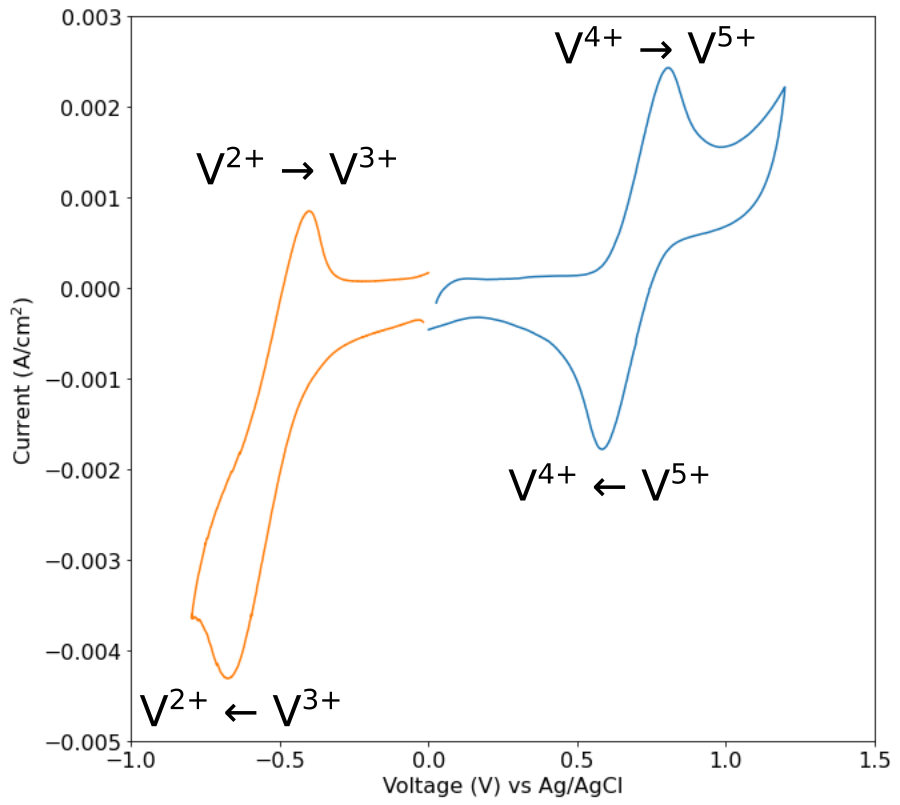
نشان دادن عملکرد این باتری در نمودار

در باتری‌های جریانی وانادیومی، هر دو نیم سلول به مخازن و پمپ‌های ذخیره‌سازی متصل می‌شوند تا حجم الکترولیت زیادی را بتوانند به گردش درآورد. این چرخش سخت است و استفاده از باتری‌های جریانی وانادیومی را در استفاده برای تلفن همراه محدود می‌کند و کاربرد مؤثر آنها را به تأسیسات ثابت بزرگ محدود می‌کند.
هنگامی که باتری وانادیومی شارژ می‌شود، یون‌های VO 2 + در نیم سلول مثبت به یون VO 2 + تبدیل می‌شوند درحالی که الکترون‌ها از پایانه مثبت باتری منتقل می‌شوند.
از دیگر خواص مفید باتری‌های جریانی وانادیومی، واکنش بسیار سریع آن‌ها به تغییر بار و ظرفیت اضافه بار بسیار زیاد آن‌ها است. مطالعات انجام شده توسط دانشگاه نیو ساوت ولز نشان داده‌است که آنها می‌توانند به زمان پاسخگویی کمتر از نیم میلی ثانیه برای تغییر بار ۱۰۰ درصدی دست یابند و اجازه اضافه بار تا ۴۰۰ درصد برای ۱۰ ثانیه را دارند. زمان پاسخ عمدتاً توسط تجهیزات الکتریکی محدود می‌شود. بیشتر باتری‌های وانادیوم مبتنی بر اسید سولفوریک فقط بین دمای ۱۰ تا ۴۰ درجه سانتی گراد کار می‌کنند، مگر اینکه به‌طور خاص برای آب‌وهوای سردتر یا گرم‌تر طراحی شده باشند. در زیر آن محدوده دما، اسید سولفوریک تزریق شده با یون متبلور می‌شود. راندمان رفت و برگشت در کاربردهای عملی حدود ۶۵ تا ۷۵ است ٪.

### راهکاهای پیشنهادی برای بهبود عملکرد
نسل دوم باتری‌های اکسایش - کاهش وانادیومی (وانادیوم / برم) ممکن است چگالی انرژی را تقریباً دو برابر کرده و محدوده دمایی را که باتری می‌تواند در آن کار کند، افزایش دهد. سیستم‌های مبتنی بر وانادیم / برم و سایر سیستم‌های مبتنی بر وانادیوم نیز با جایگزینی وانادیوم در الکترولیت مثبت یا منفی با جایگزین‌های ارزان‌تری مانند سریم، هزینه باتری‌های اکسایش - کاهش وانادیومی را کاهش می‌دهند.
به‌طور معمول، اسید سولفونیک پرفلورینه (PFSA) به عنوان غشای جداکننده استفاده می‌شود. با این حال، یون‌های وانادیوم می‌توانند از غشا عبور کرده و باتری را بی‌ثبات کنند. محققان نانوذرات تری‌اکسید تنگستن را روی سطح ورقه‌های اکسید گرافن رشد داده‌اند و آنها را در یک سیستم PFSA با ساختار ساندویچی تقویت شده با پلی تترا فلوئورواتیلن جاسازی کردند. این نفوذ وانادیوم را کاهش داده و انتقال پروتون را افزایش می‌دهد، بازده کولمبی و بازده انرژی به ترتیب بیش از ۹۸٫۱٪ و 88.9%.

## انرژی ویژه و چگالی انرژی
باتری‌های اکسایش - کاهش وانادیومی فعلی تولید انرژی خاصی در حدود ۲۰ وات بر کیلوگرم (۷۲ کیلوژول بر کیلوگرم) دارند الکترولیت. تحقیقات جدیدتر در UNSW نشان می‌دهد که استفاده از بازدارنده‌های بارش می‌تواند تراکم را تا حدود ۳۵ وات بر کیلوگرم، (126 kJ/kg)افزایش دهد. با چگالی حتی بالاتر که با کنترل دمای الکترولیت امکان‌پذیر شده‌است. این انرژی ویژه در مقایسه با سایر انواع باتری‌های قابل شارژ (به عنوان مثال، سرب-اسید (108-144 kJ/kg)(۳۰–۴۰ وات بر کیلوگرم) بسیار کم است.

## کاربردها
کاربرد گسترده VRFB ممکن است برای بافر کردن خروجی نامنظم سیستم‌های باد و خورشیدی در مقیاس شهری است.
تخلیه خودکار، آنها را به‌طور بالقوه در کاربردهایی که نیاز به ذخیره‌سازی طولانی مدت باتری با تعمیر و نگهداری کمی دارند مانند تجهیزات نظامی، اجزای حسگر سیستم معدن GATOR، مناسب می‌کند.
آن‌ها اغلب اوقات واکنش سریع را با کاربردهای تأمین توان uninterruptible (UPS)هماهنگ می‌کنند و در آنجا می‌توانند باتری‌های سرب - اسید یا ژنراتورهای دیزلی را جایگزین کنند. زمان واکنش سریع نیز برای تنظیم فرکانس مناسب است. این قابلیت‌ها باعث می‌شوند که VRBF یک راه‌حل «موثر» برای میکرو شبکه‌ها، تنظیم فرکانس و تغییر بار باشد.

## بزرگترین باتری‌های شبکه ای وانادیومی
| نام                     | تاریخ راه اندازی      | انرژی (MWh) | توان (MW) | مدت زمان (ساعت) | کشور                |
| ----------------------- | --------------------- | ----------- | --------- | --------------- | ------------------- |
| پست می‌نامی هایاکیتا     | دسامبر ۲۰۱۵           | ۶۰          | ۱۵        | ۴               | ژاپن                |
| Pfinztal، بادن-وورتمبرگ | سپتامبر ۲۰۱۹          | ۲۰          | ۲         | ۱۰              | آلمان               |
| وونیوشی، لیائونینگ      |                       | ۱۰          | ۵         | ۲               | چین                 |
| مزرعه بادی Tomamae      | ۲۰۰۵                  | ۶           | ۴         | ساعت ۱:۳۰       | ژاپن                |
| پروژه Zhangbei          | ۲۰۱۶                  | ۸           | ۲         | ۴               | چین                 |
| پروژه SnoPUD MESA 2     | مارس ۲۰۱۷             | ۸           | ۲         | ۴               | ایالات متحده آمریکا |
| پست سان میگل            | ۲۰۱۷                  | ۸           | ۲         | ۴               | ایالات متحده آمریکا |
| پولمن واشینگتن          | آوریل ۲۰۱۵            | ۴           | ۱         | ۴               | ایالات متحده آمریکا |
| باتری دالیان            | می ۲۰۲۱ (ظرفیت نهایی) | ۴۰0 (800)   | ۱۰0 (200) | ۴               | چین                 |

یک باتری وانادیوم ۲۰۰ مگاوات، ۸۰۰ مگاوات ساعت در سال ۲۰۱۸ در چین در حال ساخت بود، که در اواخر سال ۲۰۱۸ فاز اولیه آن بهره‌برداری شد.

## شرکت‌هایی که در حال توسعه یا ساخت باتری‌های اکسایش - کاهش وانادیومی هستند
از جمله این شرکت‌ها عبارتند از UniEnergy Technologies , StorEn Technologies, Largo Energy و Ashlawn Energy در ایالات متحده؛ H2 در کره جنوبیRenewable Energy Dynamics Technology. Invinity Energyو VoltStorage در اروپا. Prudent Energy در چین؛ وانادیوم استرالیایی در استرالیا. EverFlow Energy JV SABIC SCHMID Group در عربستان سعودی و Bushveld Minerals در آفریقای جنوبی.